# Hornemann Institut
Das Hornemann Institut, benannt nach dem aus Hildesheim stammenden Afrikareisenden Friedrich Konrad Hornemann (1772–1801), ist eine Einrichtung der HAWK Hochschule für angewandte Wissenschaft und Kunst Hildesheim / Holzminden / Göttingen. Das Institut wurde 1998 als Projekt der Expo 2000 gegründet, ist international aktiv und hat seinen Sitz in Hildesheim.

## Ziele
Primäres Ziel des Instituts ist die Förderung des weltweiten Forschungs- und Wissenstransfers im Bereich Konservierung und Restaurierung sowie die Fortbildung von Restauratoren und Denkmalpflegern, insbesondere durch Nutzung moderner Medien (E-Publication). Seit 2001 ist das Hornemann Institut Partner von ENCoRE (European Network for Conservation-Restoration Education) und seit 2009 Mitglied der Deutsche Initiative für Netzwerkinformation e.V. (DINI).

## Geschichte
Das Hornemann Institut wurde 1998 gegründet und bis 2003 vom gemeinnützigen Verein zur Bewahrung und Erhaltung des Weltkulturerbes e.V. getragen. Zu diesem Verein hatten sich die Stadt Hildesheim, die Universität Hildesheim und die HAWK Hochschule für angewandte Wissenschaft und Kunst Hildesheim / Holzminden / Göttingen anlässlich der EXPO 2000 in Hannover zusammengeschlossen. Das Institut war Hauptbestandteil des EXPO-Projektes „Weltkulturerbe - eine globale Herausforderung“.
Seit 1. September 2003 wird das Hornemann Institut als zentrale Einrichtung der HAWK geführt.
Das Aufgabenprofil wurde auf dem internationalen Symposium, World Cultural Heritage von Fachleuten 1997 in Hildesheim erarbeitet: Hauptaufgabe des Instituts ist die Förderung des internationalen Erfahrungsaustauschs im Bereich der Restaurierung und der Denkmalpflege sowie die Unterstützung der Aus- und Weiterbildung von Fachkräften in diesem Bereich durch E-Learning, elektronische und gedruckte Veröffentlichungen, Fachkonferenzen sowie die Aufklärung der Öffentlichkeit über die Bedeutung der Erhaltung von Kulturgut.

## Forschungs- und Wissenstransfer
Zum internationalen Erfahrungsaustausch entwickelt und nutzt das Institut vor allem E-Learning, E-Publication und Veranstaltungen.
Elektronisches Publizieren
Die kostenfreien Online-Datenbanken des Instituts mit Hochschularbeiten, Tagungsberichten, Aufsätzen, Filmen, Postern und Projektdokumentationen (u. a. der Deutschen Bundesstiftung Umwelt DBU) bieten eine zeitnahe Veröffentlichung und einfache Recherche. In Kooperation mit der Technischen Informationsbibliothek Hannover (TIB) vergibt das Institut Digital Object Identifier.
E-Learning
Das Hornemann Institut der HAWK entwickelt seit mehr als zwanzig Jahren in Kooperation mit Lehrenden der HAWK-Restaurierung E-Learning-Kurse im Bereich der Erhaltung von Kulturgut. Es handelt sich um reich bebilderte Internetkurse mit Lernkontrollen, Glossar, Literaturhinweisen und Weblinks. Alle Teilnehmenden können via E-Mail oder Telefon mit den Tutorinnen Fragen zum Lernstoff und zur praktischen Umsetzung klären.
Nach erfolgreichem Abschluss erhalten die Teilnehmer ein qualifiziertes Zertifikat. Eine Anrechnung einiger Kurse auf das Studium an der Fakultät Bauen und Erhalten der HAWK in Hildesheim ist möglich.
Schriftenreihe
Die Schriftenreihe (ISSN 2193-1917) umfasst 24 Bücher, insbesondere zur Kulturgeschichte der Region, und richtet sich sowohl an Fachleute wie an Laien.
Virtuelle Forschungsumgebung, Fachwikis
Im Rahmen eines DFG-Projektes hat das Institut ein deutsches und ein englisches Fachwiki sowie eine multilinguale Forschungsumgebung zum Thema Schäden durch Salze entwickelt.
Veranstaltungen
Die Fachtagungen, Kollegs und Workshops dienen dazu, aktuelle Forschungsergebnisse in die Lehre wie auch in die Weiterbildung hineinzutragen.

## Engagement für die Region
Darüber hinaus fördert das Institut Forschungen zu regionalem Kulturgut, die es in seiner Schriftenreihe veröffentlicht, u. a zu St. Michael in Hildesheim (Bd. 2 und 14), zum Kaiserhaus in Hildesheim (Bd. 1) und zu Kirchen (Bd. 4) und Rathäusern in Niedersachsen (Bd. 6) sowie zu St. Godehard in Hildesheim (Bd. 23). Es entstanden in Zusammenarbeit mit Pädagogen Materialien zur Denkmalpädagogik, u. a. Kulturkoffer mit Anregungen zur Unterrichtsgestaltung zur Dombibliothek Hildesheim und zu St. Michael in Hildesheim.

### Publikationen zum Institut und seinen Projekten
- Angela Weyer: Das Hornemann-Institut – Ziele und Projekte/The Hornemann Institute – Aims and Projects. In: Angela Weyer (Hrsg.): Das Kaiserhaus in Hildesheim. Renaissance in Niedersachsen (= Schriften der Hornemann Instituts. Band 1). Hildesheim 2000, S. 115–125, doi:10.5165/hawk/507.
- Erwin Wager: Increasing the Net of Knowledge: About Visions and Steps towards the Hornemann Institute. In: Annamaria Geiger, Arne Eggebrecht (Hrsg.): World Cultural Heritage - A Global Challenge. Hildesheim 1997, ISBN 3-9813856-5-9, S. 222–223.
- Angela Weyer: hericare: Dokumentationssoftware und Online-Datenbank zur Erhaltung von Kulturerbe / Documentation Software and Online-Database for the Preservation of Cultural Heritage. In: EVA 2001 Berlin. Elektronische Bildverarbeitung & Kunst, Kultur, Historie – Konferenzband, 14.–16. November 2001 am Berliner Kulturforum. Berlin 2001, ISBN 3-9807029-5-2, S. 249–250.
- Cord Brune, Angela Weyer: NEW: Conservation records on the Internet. In: Proceedings of the EC Conference Cultural Heritage Research: a Pan-European Challenge: May 16 - 18, 2002, Cracow, Poland. Krakau/Luxemburg 2003, ISBN 92-894-4412-6, S. 404.
- Barbara Hentschel, Angela Weyer: Internetbasierte Fortbildungskurse für Kulturschützer. In: EVA 2003 Berlin. Elektronische Bildverarbeitung & Kunst, Kultur, Historie – Konferenzband EVA 2003 Berlin, 12.–14. November 2003 am Berliner Kulturforum. Berlin 2002, ISBN 3-9807029-7-9, S. 98–100.
- Barbara Hentschel, Thomas Kittel, Angela Weyer: Lernen via Internet: Internetbasierte Fortbildungskurse am Hornemann Institut. In: RESTAURO. Nr. 1, 2005, S. 6–10.
- Angela Weyer, Cord Brune: Internet-based training courses for conservators. In: Tannar Ruben (Hrsg.): Conservation Education - Changing Environment, Proceedings of the Interim Meeting of the ICOM-CC Education and Training Working Group, October 1–3, 2004, EVTEK Institute of Art and Design, Vantaa, Finnland. Vantaa/Finnland 2005, ISBN 951-647-014-9, S. 85–90.
- Barbara Hentschel, Angela Weyer: Internet-based training modules for conservators. In: Jana Kolar, Matija Strlic (Hrsg.): CHRESP Cultural Heritage Research Meets Practice, 8th European Conference on Research for Protection, Conservation and Enhancement of Cultural Heritage, 10th to 12th November 2008, Ljubljana, Slovenia, Conference Preprints. Ljubljana 2008, ISBN 978-961-6551-25-0, S. 271–273.
- Hans-Jürgen Schwarz: Fachwiki „Schäden durch Salze“. In: 87. Tagung der Deutschen Mineralogischen Gesellschaft, 13.–16. September 2009, Programm, Kurzfassungen, Exkursionen (= Hallesches Jahrbuch für Geowissenschaften. Band 31). Halle 2009, S. 230.
- Hans-Jürgen Schwarz, Angela Weyer: SalzWiki – A new tool for knowledge transfer and research: A specialized Wiki and Repository on the subject „Salt Decay“. In: CRYSPOM II: Crystallisation in Porous Media, 15.–18. Juni 2010 in Brienz (CH), Abstracts. Brionez 2009, S. 37.
- Hans-Jürgen Schwarz, Angela Weyer: SalzWiki und SaltWiki – zwei neue, Wikipedia ähnliche Internetplattformen mit virtueller Forschungsumgebung zum Thema „Salzschäden an Kulturgütern“. In: Bausubstanz. Nr. 1, 2012, S. 54–58.
- Angela Weyer, Pilar Roig Picazo, Daniel Pop, JoAnn Cassar, Aysun Özköse and Ivan Srša (Hrsg.): EwaGlos - European Illustrated Glossary of Conservation Terms for Wall Paintings and Architectural Surfaces, English definitions with translations into Bulgarian, Croatian, French, German, Hungarian, Italian, Polish, Romanian, Spanish and Turkish (= Schriften des Hornemann Instituts. Band 17). Petersberg 2015, ISBN 978-3-7319-0260-7, S. 12–22.
- Angela Weyer, Kerstin Klein, Barbara Hentschel: Sgraffito-Tagung an der HAWK in Hildesheim im November 2017 - eine Nachlese. 2017, doi:10.5165/hawk-hhg/384.
- Angela Weyer: Zur Behebung der Klimaprobleme in Kirchen. Die Ausstattung im Fokus. Tagungsbericht zur interdisziplinären Denkmalpflegetagung „Klimazone Kirche“ der HAWK in Hildesheim im Januar 2019. In: RESTAURO. Nr. 4, 2019, S. 44–51, doi:10.5165/hawk-hhg/403.
- Angela Weyer: International und regional aktiv: Das Hornemann Institut. In: Angela Weyer, Ursula Schädler-Saub (Hrsg.): Aus Rot wird Schwarz – und dann? Pigmentveränderungen an Kunst- und Kulturgut. Interdisziplinäre Tagung des Hornemann Instituts der HAWK Hochschule für angewandte Wissenschaft und Kunst Hildesheim/Holzminden/Göttingen anlässlich seines 25-jährigen Jubiläums in Kooperation mit der AG Konservierung – Restaurierung von ICOMOS und dem Verband der Restauratoren e. V., 9. November 2023 (= Schriften des Hornemann Instituts 24), Berlin 2024, S. 175–195

### Schriftenreihe des Hornemann Instituts
- Annamaria Geiger, Arne Eggebrecht (Hrsg.): World Cultural Heritage - A Global Challenge. Documentation on the international symposium in Hildesheim/Germany, 23.02. – 01.03.1997. Hildesheim 1997, ISBN 3-9813856-5-9.
- Angela Weyer (Hrsg.): Das Kaiserhaus in Hildesheim. Renaissance in Niedersachsen (= Angela Weyer [Hrsg.]: Schriften des Hornemann Instituts. Band 1). Hildesheim 2000, ISBN 3-8067-8593-7.
- Christiane Segers-Glocke, Angela Weyer (Hrsg.): Der Kreuzgang von St. Michael in Hildesheim. 1000 Jahre Kulturgeschichte in Stein. Katalog der Ausstellung Hildesheim, St. Michael 1. Juli – 2. Oktober 2000 (= Schriften des Hornemann Instituts. Band 2). Hameln 2000, ISBN 3-8271-8020-1.
- Rettung des Kulturerbes – Projekte rund ums Mittelmeer. Katalog der Ausstellung, Hildesheim, Roemer- und Pelizaeus-Museum 18. Juni – 29. Oktober 2000 (= Schriften des Hornemann Instituts. Band 3). Hamburg 2000, ISBN 3-87261-091-0.
- Saving Cultural Heritage - Sauvetage du Patrimoine Culturel. Katalog zur Wanderausstellung (2001–2002). Hildesheim 2001, ISBN 3-9813856-2-4.
- Ursula Schädler-Saub (Hrsg.): Mittelalterliche Kirchen in Niedersachsen – Wege der Erhaltung und Restaurierung (= Schriften des Hornemann Instituts. Band 4). Petersberg 2003, ISBN 3-932526-85-6.
- Matthias Exner, Ursula Schädler-Saub (Hrsg.): Die Restaurierung der Restaurierung? Zum Umgang mit Wandmalereien und Architekturfassungen des Mittelalters im 19. und 20. Jahrhundert (= Schriften des Hornemann Instituts. Band 5). München 2002, ISBN 3-87490-681-7. (auch: ICOMOS (Hrsg.): ICOMOS – Hefte des Deutschen Nationalkomitees. Band 37)
- Ursula Schädler-Saub, Angela Weyer (Hrsg.): Mittelalterliche Rathäuser in Niedersachsen und Bremen. Geschichte – Kunst – Erhaltung (= Schriften des Hornemann Instituts. Band 6). Petersberg 2003, ISBN 3-937251-11-1.
- Angela Weyer (Hrsg.): Klasse Welterbe! Hildesheimer Weltkulturerbe im Unterricht (= Schriften des Hornemann Instituts. Band 7). Hildesheim 2006, ISBN 3-9813856-3-2.
- Kirsten Schönfelder, Elske Randow (Hrsg.): Koffer zum UNESCO-Welterbe in der Dombibliothek Hildesheim. Handreichung für Multiplikatoren (= Schriften des Hornemann Instituts. Band 8). Hildesheim 2008.
- Kirsten Schönfelder (Hrsg.): Koffer zum UNESCO-Weltkulturerbe St. Michael in Hildesheim. Handreichung für Multiplikatoren (= Schriften des Hornemann Instituts. Band 9). Hildesheim 2008.
- Ursula Schädler-Saub (Hrsg.): Weltkulturerbe Deutschland - Präventive Konservierung und Erhaltungsperspektiven. Internationales Symposium 23.–25. November 2006 in Hildesheim (= Schriften des Hornemann Instituts. Band 10). Regensburg 2008, ISBN 978-3-7954-2137-3.
- Iveta Cerna, Ivo Hammer (Hrsg.): Materiality. Tagungsakten des Internationalen Symposiums 27. – 29. April 2006 in Brünn/Tschechien (= Schriften des Hornemann Instituts. Band 11). Brünn 2008, ISBN 978-80-86549-54-5.
- Ursula Schädler-Saub, Angela Weyer (Hrsg.): Theory and Practice in the Conservation of Modern and Contemporary Art. Tagungsakten des Internationalen Symposiums, 13.–14. Januar 2009 in Hildesheim (= Schriften des Hornemann Instituts. Band 12). London 2010, ISBN 978-1-904982-54-8.
- Thomas Brachert: Nachträge und Corrigenda zum Lexikon historischer Maltechniken. Quellen - Handwerk - Technologie - Alchemie (= Schriften des Hornemann Instituts. Band 13). Hildesheim 2010, ISBN 978-3-9813856-4-9.
- Gerhard Lutz, Angela Weyer (Hrsg.): 1000 Jahre St. Michael in Hildesheim. Kirche – Kloster – Stifter (= Schriften des Hornemann Instituts. Band 14). Petersberg 2012, ISBN 978-3-86568-767-8, doi:10.5165/hawk/478.
- Nicole Riedl (Hrsg.): Weltkulturerbe Konstantinbasilika Trier. Wandmalerei in freier Bewitterung als konservatorische Herausforderung (= Schriften des Hornemann Instituts. Band 15). Berlin 2013, ISBN 978-3-930388-80-6.
- Ursula Schädler-Saub, Angela Weyer (Hrsg.): Geteilt – Vereint! Denkmalpflege in Mitteleuropa zur Zeit des Eisernen Vorhangs und heute (= Schriften des Hornemann Instituts. Band 16). Petersberg 2015, ISBN 978-3-7319-0157-0.
- Angela Weyer: User Documentation and Introduction to EwaGlos - European Illustrated Glossary of Conservation Terms for Wall Paintings and Architectural Surfaces, in: EwaGlos – European Illustrated Glossary of Conservation Terms for Wall Paintings and Architectural Surfaces, English definitions with translations into Bulgarian, Croatian, French, German, Hungarian, Italian, Polish, Romanian, Spanish and Turkish, hg. von Angela Weyer, Pilar Roig Picazo, Daniel Pop, JoAnn Cassar, Aysun Özköse und Ivan Srša, Petersberg 2015, S. 12–22 (= Series of publications by the Hornemann Institute 17) wiederverwendet in die überarbeitete 2. digitale Auflage (doi:10.5165/hawk-hhg/300) sowie in den Übersetzungen von EwaGlos ins Arabische (Hussein Mohamed Ali Ibrahim, doi:10.5165/hawk-hhg/310), ins Japanische (Takeshi Ishizaki, doi:10.5165/hawk-hhg/386), ins Persische (Mehdi Razani, Fatemeh Sehati, doi:10.5165/hawk-hhg/417), ins Russische (Yulia Griber, Moscow 2020, Sp. 10–22) sowie ins Chinesische (Gesa Schwantes, doi:10.5165/hawk/505)
- Konsolidieren und Kommunizieren. Materialien und Methoden zur Konsolidierung von Kunst- und Kulturgut im interdisziplinären Dialog (= Schriften des Hornemann Instituts. Band 18). Petersberg 2018, ISBN 978-3-7319-0656-8.
- Angela Weyer, Kerstin Klein (Hrsg.): Sgraffito im Wandel - Sgraffito in Change. Materialien, Techniken, Themen und Erhaltung - Materials, Techniques, Topics, and Preservation. Tagungsband der internationalen Tagung der HAWK Hildesheim/Holzminden/Göttingen, 2.- 4. November 2017 in Hildesheim (= Schriften des Hornemann Instituts. Band 19). Petersberg 2019, ISBN 978-3-7319-0802-9.
- Ina Birkenbeul, Angela Weyer (Hrsg.): Klimazone Kirche. Präventive Konservierung der Ausstattung. Tagungsband der interdisziplinären Tagung der HAWK Hochschule für angewandte Wissenschaft und Kunst vom 16. bis 18. Januar 2019 in Hildesheim (= Schriften des Hornemann Instituts. Band 20). Berlin 2019, ISBN 978-3-945880-50-0.
- Ursula Schädler-Saub, Angela Weyer (Hrsg.): Das Fragment im Digitalen Zeitalter / The Fragment in the Digital Age. Möglichkeiten und Grenzen neuer Techniken in der Restaurierung / Opportunities and limitations of new conservation-restoration techniques. Tagungsband der interdisziplinären Tagung der HAWK Hochschule für angewandte Wissenschaft und Kunst Hildesheim/Holzminden/Göttingen in Kooperation mit der ICOMOS AG Konservierung-Restaurierung und dem Verband der Restauratoren e. V., vom 7. - 8. Mai 2021 (= Schriften des Hornemann Instituts. Band 21). Berlin 2021, ISBN 978-3-945880-69-2.
- Ursula Schädler-Saub und Mechthild Noll-Minor (Hrsg.): Nicht-invasiv! Neue Perspektiven in der Erforschung und Restaurierung von Wandmalerei dank digitaler Techniken Der Wandmalereizyklus zu den Wissenschaften und Künsten in der Brandenburger Domklausur und weitere Fallbeispiele. Begleitbuch zur internationalen Tagung der HAWK Hochschule Hildesheim/Holzminden/Göttingen (Fakultät Bauen und Erhalten und Hornemann Institut) in Kooperation mit dem Brandenburgischen Landesamt für Denkmalpflege und Archäologisches Landesmuseum sowie dem Domstift Brandenburg, Brandenburg an der Havel, 27.-30. April 2022, (= Schriften des Hornemann Instituts 22). Berlin 2022.
- Gerhard Lutz und Angela Weyer (Hrsg.): 850 Jahre St. Godehard in Hildesheim. Interdisziplinäre Tagung des Hornemann Institut der HAWK und der Klosterkammer Hannover in Kooperation mit dem Bistum Hildesheim im Rahmen des Festprogramms zu 1000 Jahre Bischof Godehard, HAWK in Hildesheim, 19. - 21. September 2022 (= Schriften des Hornemann Instituts 23), Petersberg 2023.
- Angela Weyer, Ursula Schädler-Saub (Hrsg.): Aus Rot wird Schwarz – und dann? Pigmentveränderungen an Kunst- und Kulturgut. Interdisziplinäre Tagung des Hornemann Instituts der HAWK Hochschule für angewandte Wissenschaft und Kunst Hildesheim/Holzminden/Göttingen anlässlich seines 25-jährigen Jubiläums in Kooperation mit der AG Konservierung – Restaurierung von ICOMOS und dem Verband der Restauratoren e. V., 9. November 2023 (= Schriften des Hornemann Instituts 24), Berlin 2024.